# Красноватрасский сельсовет
Красноватрасский сельсовет — муниципальное образование (сельское поселение) в составе Спасского района Нижегородской области.
Административный центр — село Красный Ватрас.

## История
Статус и границы сельского поселения установлены Законом Нижегородской области от 15 июня 2004 года № 60-З «О наделении муниципальных образований - городов, рабочих посёлков и сельсоветов Нижегородской области статусом городского, сельского поселения».
Законом Нижегородской области от 28 августа 2009 года № 154-З сельские поселения Красноватрасский сельсовет и Новоусадский сельсовет объединены в сельское поселение Новоусадский сельсовет (административный центр — село Новый Усад). Законом Нижегородской области от 31.12.2009 № 265-З Новоусадский сельсовет переименован в Красноватрасский сельсовет с изменением административного центра на село Красный Ватрас.

## Население
| 2002  | 2010  | 2012  | 2013  | 2014  | 2015  | 2016  |
| ----- | ----- | ----- | ----- | ----- | ----- | ----- |
| 1903  | ↘1504 | ↘1454 | ↘1445 | ↘1405 | ↘1381 | ↘1356 |
| 2017  | 2018  | 2019  | 2020  | 2021  |       |       |
| ↘1327 | ↘1290 | ↘1250 | ↘1223 | ↗1340 |       |       |

## Состав сельского поселения
| № | Населённый пункт | Тип населённого пункта       | Население |
| - | ---------------- | ---------------------------- | --------- |
| 1 | Ивановское       | село                         | ↘85       |
| 2 | Кирилловка       | деревня                      | ↘42       |
| 3 | Красный Ватрас   | село, административный центр | ↘858      |
| 4 | Латышиха         | село                         | ↘20       |
| 5 | Новый Усад       | село                         | ↘290      |
| 6 | Петровка         | деревня                      | ↘7        |
| 7 | Солониха         | село                         | ↘22       |
| 8 | Тубанаевка       | село                         | ↘180      |